# صفية عز الدين
صفية عز الدين (12 كانون الأول/ديسمبر 1979) هي كاتبة وممثلة وكاتبة سيناريو فرنسية من أصول مغربيّة.

## الحياة المُبكّرة والتعليم
عاشت صفية عز الدين في مدينة أكادير خلال أيام حياتها الأولى. ذهبت في سن التاسعة للعيش في فرنسا في مدينة فيرني فولتير على الحدود السويسرية. واصلت دراستها وحصلت على درجة البكالوريوس وشهادة في علم الاجتماع.

## المسيرة المهنيّة
قبل أن تقتحمَ عالم الكتابة والتأليف، عملت صفية عز الدين صحفية وكاتبة سيناريو. أجرت في عام 2002 مقابلة مع الممثل الكوميدي جمال دبوز خلال جولته في سويسرا لمجلة محليّة تتخذُ جنيف مقرًا لها. نشرت بحلول عام 2005 روايتها الأولى الناجحة Confidences a Allah والتي تم تكييفها كعمل فنّي بعد عقدٍ من قبل سيمون إيدي وماري أفريل. صدر لها في عام 2011 فيلم Mon père est femme de ménage الذي تكلَّفت بكتابته وكذا إخراجه. كان الفيلم اقتباسًا من روايتها الثانية التي نُشرت عام 2009.

## قائمة أعمالها
هذه قائمةٌ بأعمال الكاتبة والمخرجة المغربيّة الفرنسية صفية عز الدين:
- Confidences to Allah Léo Scheer Paris[27][28][29]
- Mon père est femme de ménage Léo Scheer Paris[30][31]
- La Mecque-Phuket Léo Scheer Paris[32][33]
- Combien veux-tu mépouser؟[34][35]
- بلقيس[36][37]